# Kalvarienbergkirche (Wien)

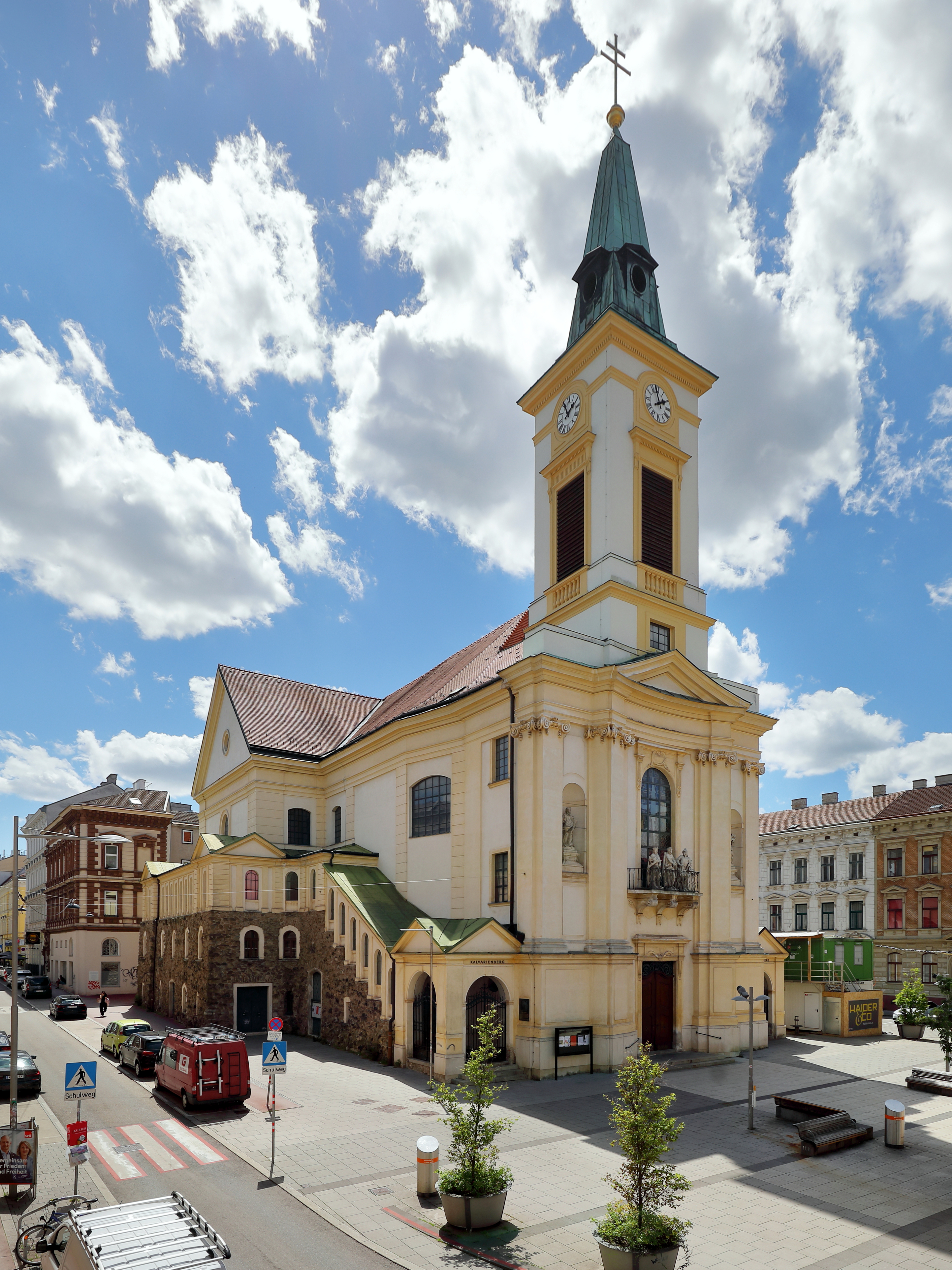
Kalvarienbergkirche

Die Kalvarienbergkirche ist ein römisch-katholisches Kirchengebäude im 17. Wiener Gemeindebezirk Hernals. Sie ist dem Apostel Bartholomäus geweiht.

## Lage und Architektur
Die leicht erhöht gelegene Kirche befindet sich am Sankt-Bartholomäus-Platz im historischen Ortszentrum des Bezirksteils Hernals. Ihr nördlicher Bauteil mit der Turmfassade ist barocken Ursprungs, während der südliche Bauteil mit Querschiff und Apsis sowie der die Kirche an drei Seiten umlaufende, überdachte Kalvarienberg-Gang im neobarocken Stil gestaltet sind.
Über dem Hauptportal, an der Frontfassade mit dem Kirchturm auf quadratischem Grundriss, befindet sich ein Balkon, auf dem eine Drei-Figuren-Gruppe zum Thema Ecce homo aus dem ersten Viertel des 18. Jahrhunderts aufgestellt ist. Neben dem Portal ist ein Kruzifix aus dem Jahr 1863 angebracht, zu dem Sepp Zöchling um 1960 das Sgraffito Arme Seelen schuf.

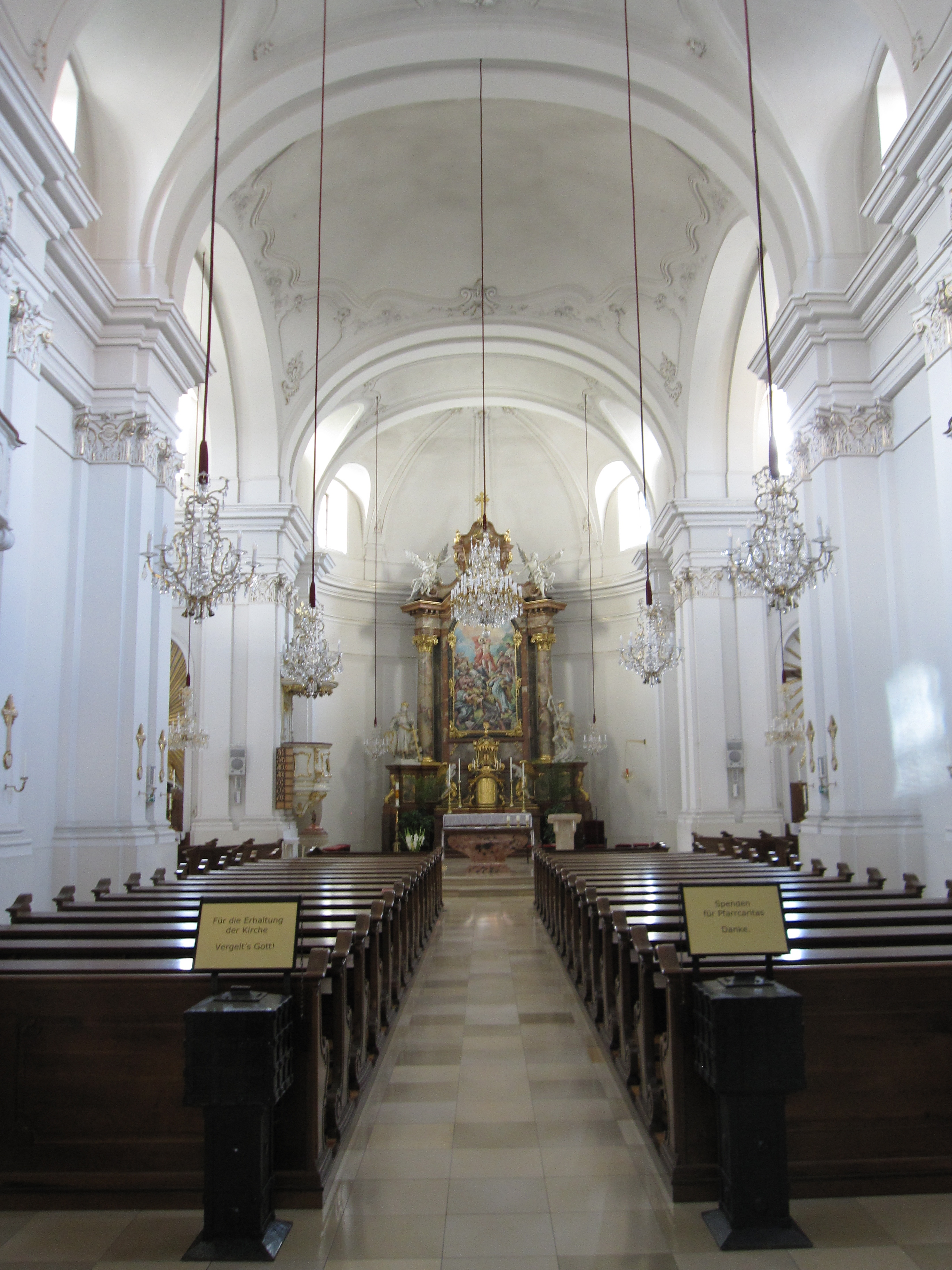
Innenansicht Richtung Hochaltar

Der Kircheninnenraum ist breit proportioniert. Am Hochaltar befindet sich ein Retabel aus dem 19. Jahrhundert, während das Altarblatt Der auferstandene Christus erscheint den Aposteln am See Genezareth 1962 von Hans Alexander Brunner geschaffen wurde. Seitlich des Altars stehen Figuren aus dem Jahr 1894, die Kaiser Heinrich II. und den heiligen Georg darstellen. Bei der so genannten Türkenmuttergottes am linken Seitenaltar handelt es sich um eine Kopie des Wiener Mariahilf-Bilds aus der Mariahilfer Kirche, die 1683 bei der zweiten Wiener Türkenbelagerung im Lager der Osmanen aufgefunden wurde und von diesen offenbar als Schießscheibe verwendet worden war. Im rechten Seitenaltar steht die überlebensgroße Figurengruppe Schutzmantel-Christkönig im Strahlenkranz, die um 1950 von Alfred Crepaz geschaffen wurde. Westlich des Chors befindet sich eine Kapelle mit einem barocken Heiligen Grab.
Der Kalvarienberg-Gang beginnt links und rechts des Kirchenhauptraums mit Eingangshäuschen, setzt sich jeweils entlang der Seitenfronten mit Korridoren und ansteigenden Treppen fort und mündet in einer Kreuzigungskapelle. Die insgesamt vierzehn, teilweise vollplastischen barocken Figurenreliefs in den Nischen der Kreuzwegstationen bilden einen expressiven Zyklus: rechts sind Szenen aus der Passion und die Besiegung der sieben Todsünden dargestellt, links die Tugenden Marias und die Sieben Letzte Worte.
Das Haus am Sankt-Bartholomäus-Platz 3 wurde 1831 als Schule erbaut und wird seit 1861 als Pfarrhof genutzt. Das ursprünglich zweigeschoßige Gebäude mit seiner Biedermeier-Fassade wurde 1951 aufgestockt.

## Geschichte

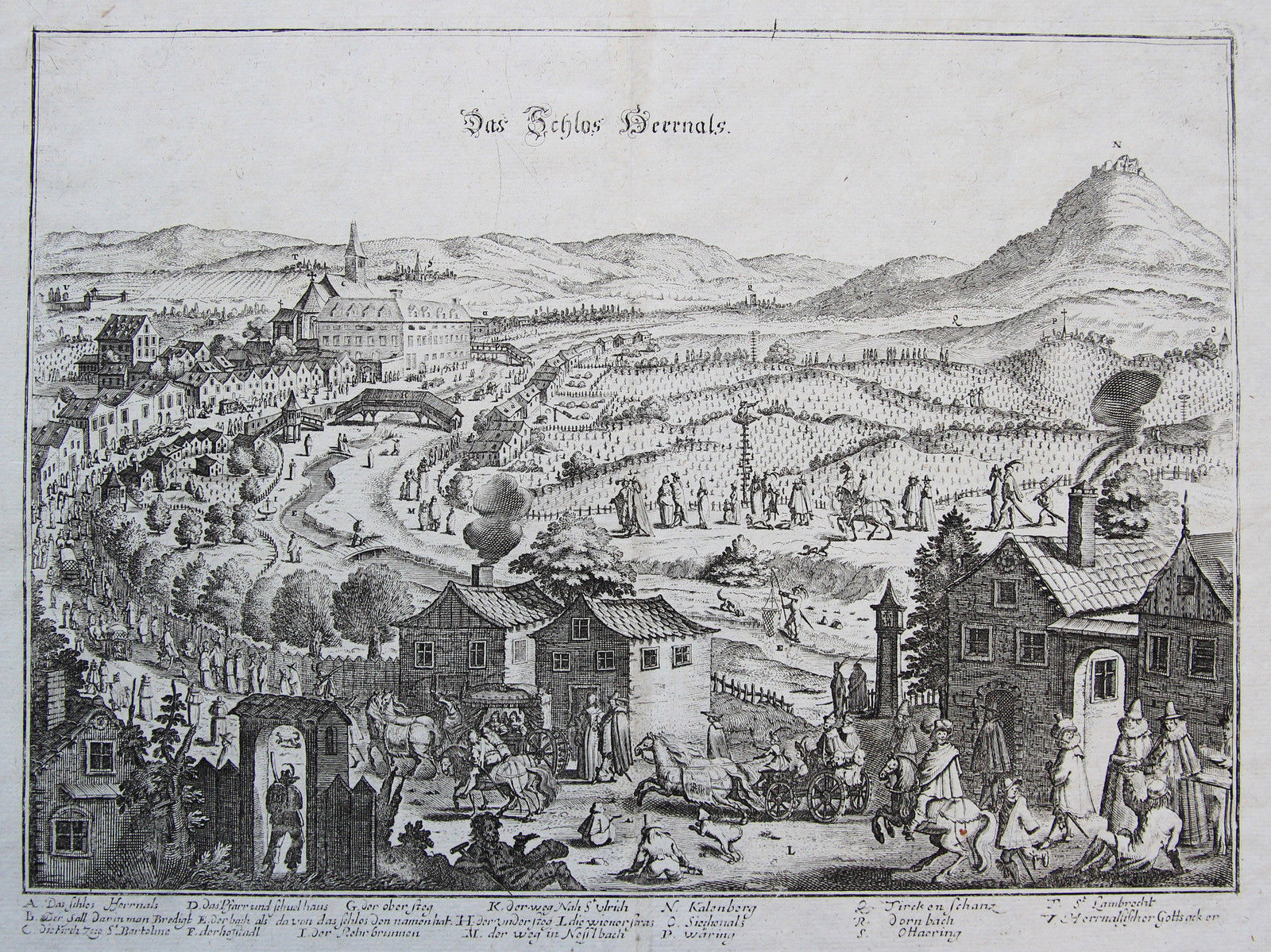
„Auslaufen“ der Protestanten nach Hernals

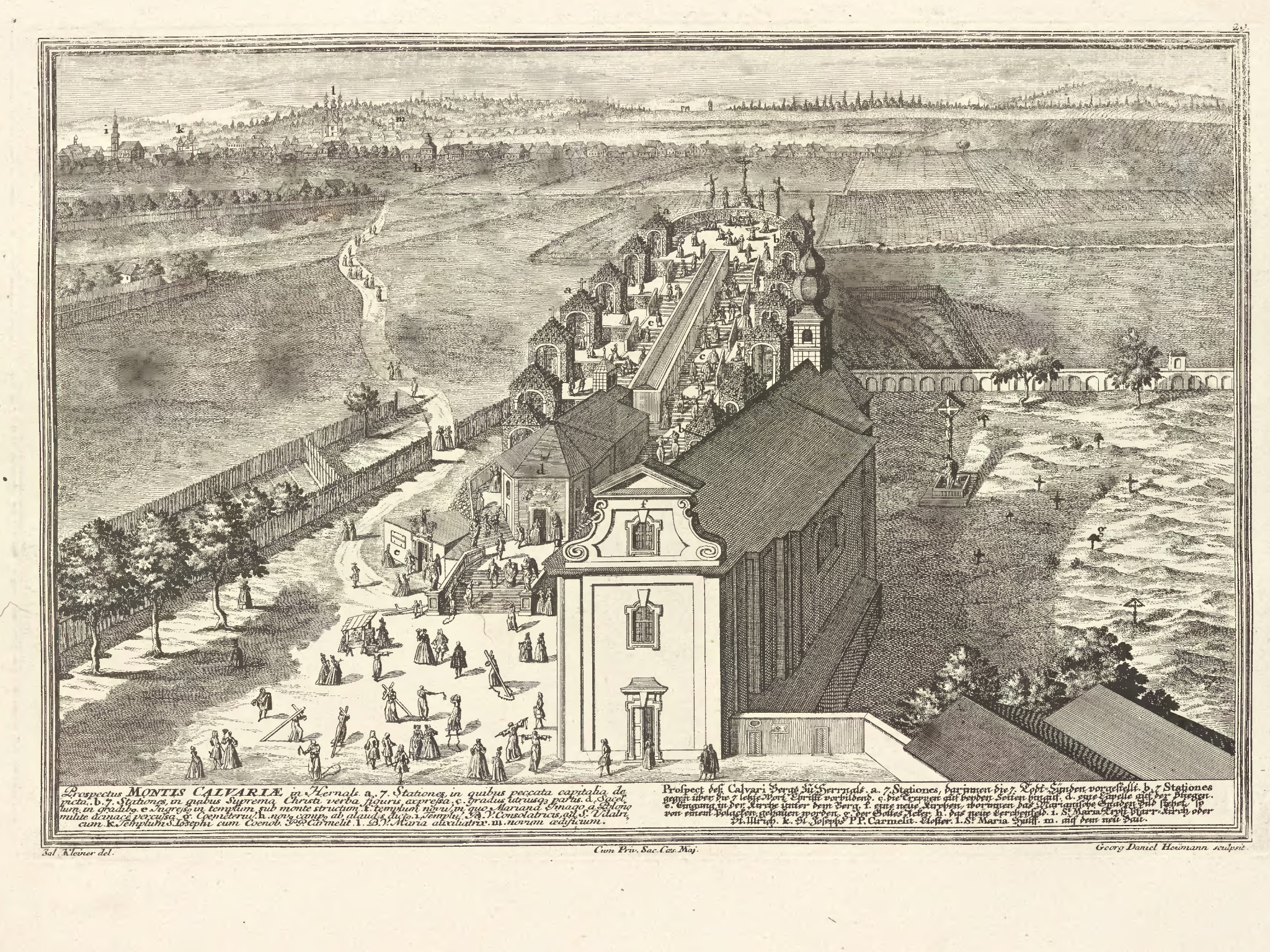
Der Kalvarienberg 1724. Stich von Salomon Kleiner.

Die alte Pfarrkirche von Hernals, die bereits dem heiligen Bartholomäus geweiht war, wurde 1301 erstmals urkundlich erwähnt und 1529 bei der ersten Wiener Türkenbelagerung zerstört. Nach ihrem Wiederaufbau wurde sie 1548 oder 1568 zu einer evangelisch-lutherischen Kirche. In Wien waren evangelische Gottesdienste nicht möglich. Deshalb kam es zum so genannten „Auslaufen“ der Wiener Protestanten nach Hernals, das der evangelischen Adelsfamilie Jörger von Tollet unterstand. In und um die Hernalser Pfarrkirche und das Schloss Hernals fanden sich zeitweise bis zu zehntausend Gläubige ein. Durch die gewaltsame Gegenreformation unter Kaiser Ferdinand II. wurde die Hernalser Pfarrkirche 1625 wieder römisch-katholisch.
Im Zuge der gegenreformatorischen Propaganda wurde 1639 neben der Pfarrkirche eine „Heiliges-Grab-Kirche“ im maurischen Stil erbaut und zwischen Hernals und Wien ein Kreuzweg mit sieben Stationen angelegt, wobei die Wegstrecke zwischen der neuen Kirche und dem Stephansdom jener der Via Dolorosa in Jerusalem entsprach. Da der neue Wallfahrtsort Verbrecher und Prostituierte anzog, wurde die Wallfahrt nach 35 Jahren wieder eingestellt. Im Zuge der zweiten Wiener Türkenbelagerung 1683 wurden die Pfarrkirche, die Grabeskirche und auch die Kreuzwegstationen weitgehend zerstört. 1710 entschloss sich eine Gruppe Wiener Bürger, den Hernalser Kreuzweg wieder aufbauen zu lassen, diesmal allerdings in Form eines Kalvarienbergs – worin die Namensgebung der Kalvarienbergkirche begründet liegt. Anders als in Maria-Lanzendorf, wo zeitgleich ein künstlicher Hügel als Kalvarienberg angelegt wurde, bestand der Hernalser Kalvarienberg aus einer Treppenanlage mit jeweils sieben Kapellen an beiden Seiten. An der Spitze der Anlage stand eine Kreuzigungsgruppe. Diese Grundstruktur ist vom Prinzip her bis heute erhalten geblieben. Im Inneren des 1717 fertiggestellten Kalvarienbergs wurde ein Kirchenraum angelegt, der in der ursprünglichen Planung noch nicht vorgesehen war. Hernals wurde wieder zu einem stark frequentierten Wallfahrtsort und rund um den Kalvarienberg entwickelte sich der bis heute gefeierte Hernalser Kirtag mit den dafür typischen Bamkraxlern. Von 1720 bis 1784 betreute der Paulinerorden den Kirchenraum im Kalvarienberg, der von 1766 bis 1769 durch einen Neubau des Baumeisters Josef Ritter ersetzt wurde, den wahrscheinlich Thaddäus Adam Karner entworfen hatte.

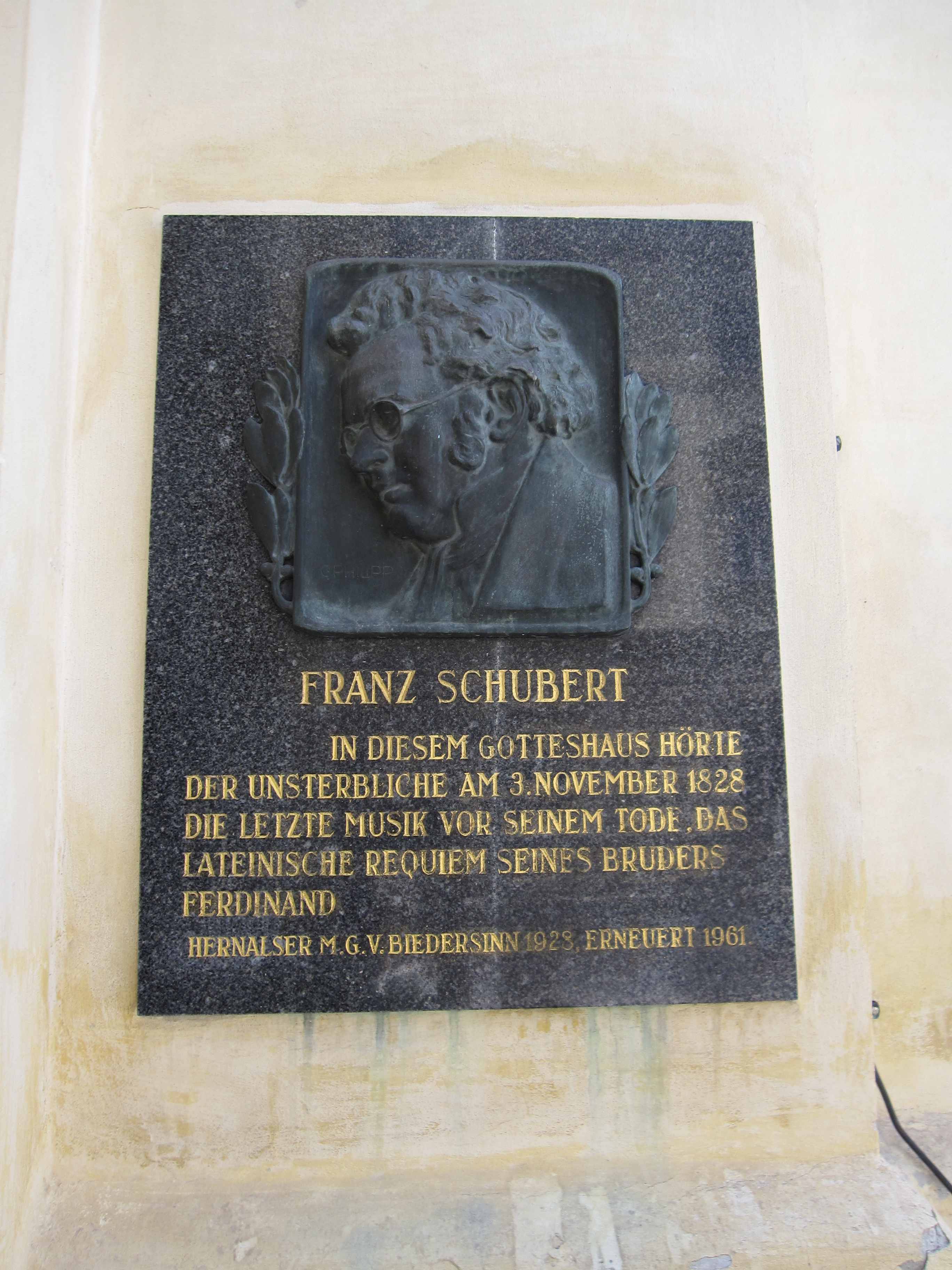
Gedenktafel für Franz Schubert

1784 wurde die Kalvarienbergkirche zur neuen Hernalser Pfarrkirche. Die Steine der Ruine der 1683 zerstörten alten Hernalser Pfarrkirche wurden 1785 verwendet, um daraus einen Turm für die Kalvarienbergkirche zu bauen. Von 1822 bis 1828 sowie 1831 wurde das Gebäude renoviert. Eine Gedenktafel erinnert seit 1928 daran, dass Franz Schubert hier 1828 die letzte Musik vor seinem Tod hörte, das Lateinische Requiem seines Bruders Ferdinand Schubert. Von 1889 bis 1894 erfolgten ein Umbau und eine Vergrößerung durch den Architekten Richard Jordan, die der Kirche ihre heutige Gestalt gaben. Hierbei wurden die ursprünglich freistehenden barocken Kreuzwegstationen in das Kirchengebäude integriert und der neobarocke südliche Bauteil errichtet.
Die Kalvarienbergkirche wurde am 22. März 1945 durch Luftangriffe im Zweiten Weltkrieg schwer beschädigt. Der Wiederaufbau wurde vom Architekten Hans Petermair geleitet, der in Wien mehrere Kirchenrestaurierungen und -umgestaltungen durchführte. Zu Ostern 1948 fand der erste Gottesdienst nach dem Krieg statt. 1955 erhielt die Kalvarienbergkirche ihre vier Glocken, die von den Hernalsern als „Freiheitsglocken“ bezeichnet werden. Diese Bezeichnung ist auf den Tag der Weihung der Glocken zurückzuführen – derselbe Tag, an dem der Staatsvertrag unterzeichnet wurde. Von 1960 bis 1966 wurde der Kircheninnenraum restauriert, 1969 wiederum neugestaltet. In den Jahren 1990 bis 2000 wurde die Kalvarienbergkirche generalsaniert.
Die in der Kalvarienbergkirche beheimatete Pfarre Hernals gehört heute als eine von vier Pfarren zum Stadtdekanat 17.

## Literarische Verarbeitung
Die Wallfahrt zum Hernalser Kalvarienberg ist Gegenstand der Erzählung Die Wallfahrer von Max Mell, die 1924 in dem Band Morgenwege. Erzählungen und Legenden erschienen ist.